# 肯·唐納利
肯尼斯·J·唐納利（英語：Kenneth J. Donnelly；1950年7月15日—2017年4月2日），是美國的民主黨政治人物，前马萨诸塞州参议院議員。

## 生平
唐納利生於马萨诸塞州阿灵顿，在马萨诸塞大学阿默斯特分校獲得劳动学文学士，也是列克星敦消防局的退休副官。
2009年起，他以民主黨黨籍當選為马萨诸塞州参议院第四米德爾塞克斯選區議員，服務範圍包括他的故鄉阿灵顿和其他幾個城市。此後他曾於2014年支持黨友唐納德·貝里克參選2014年馬薩諸塞州州長選舉，到2017年4月2日因腦腫瘤併發症在阿灵顿去世。